# I liga polska w piłce siatkowej mężczyzn (1979/1980)
I liga polska w piłce siatkowej mężczyzn 1979/1980 – 44. edycja rozgrywek o mistrzostwo Polski w piłce siatkowej mężczyzn.

## Drużyny uczestniczące
| | I liga 1979/1980           |   |
| --- | -------------------------- | - |
| MIL | Płomień Milowice           | 1 |
| KRA | Hutnik Kraków              | 2 |
| WRO | Gwardia Wrocław            | 3 |
| LEG | Legia Warszawa             | 4 |
| OLS | AZS Olsztyn                | 5 |
| AND | Beskid Andrychów           | 6 |
| TMA | Lechia Tomaszów Mazowiecki | 7 |
| RZE | Resovia                    | 8 |
| | Awans z II ligi            |   |
| CZE | AZS Częstochowa            |   |
| ŁÓD | Resursa Łódź               |   |
| Oznaczenia: - kolumna pierwsza – skróty nazw drużyn wpisane na mapie (jeśli ta została zamieszczona), - kolumna trzecia – miejsce zajęte przez daną drużynę w poprzednim sezonie. |                            |   |

## Klasyfikacja końcowa
| Miejsce | Drużyna                    |
| ------- | -------------------------- |
| 1.      | Gwardia Wrocław            |
| 2.      | AZS Olsztyn                |
| 3.      | Legia Warszawa             |
| 4.      | Resovia                    |
| 5.      | Płomień Milowice           |
| 6.      | Hutnik Kraków              |
| 7.      | Resursa Łódź               |
| 8.      | Beskid Andrychów           |
| 9.      | AZS Częstochowa            |
| 10.     | Lechia Tomaszów Mazowiecki |

     spadek do II ligi